# Mieczysława Ćwiklińska

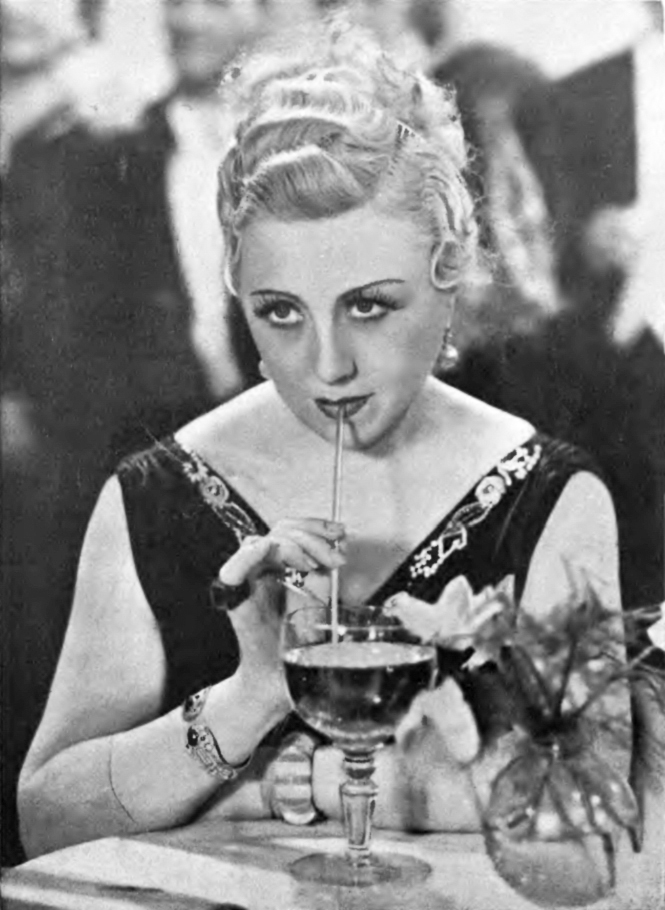
Mieczysława Ćwiklińska im Jahr 1937

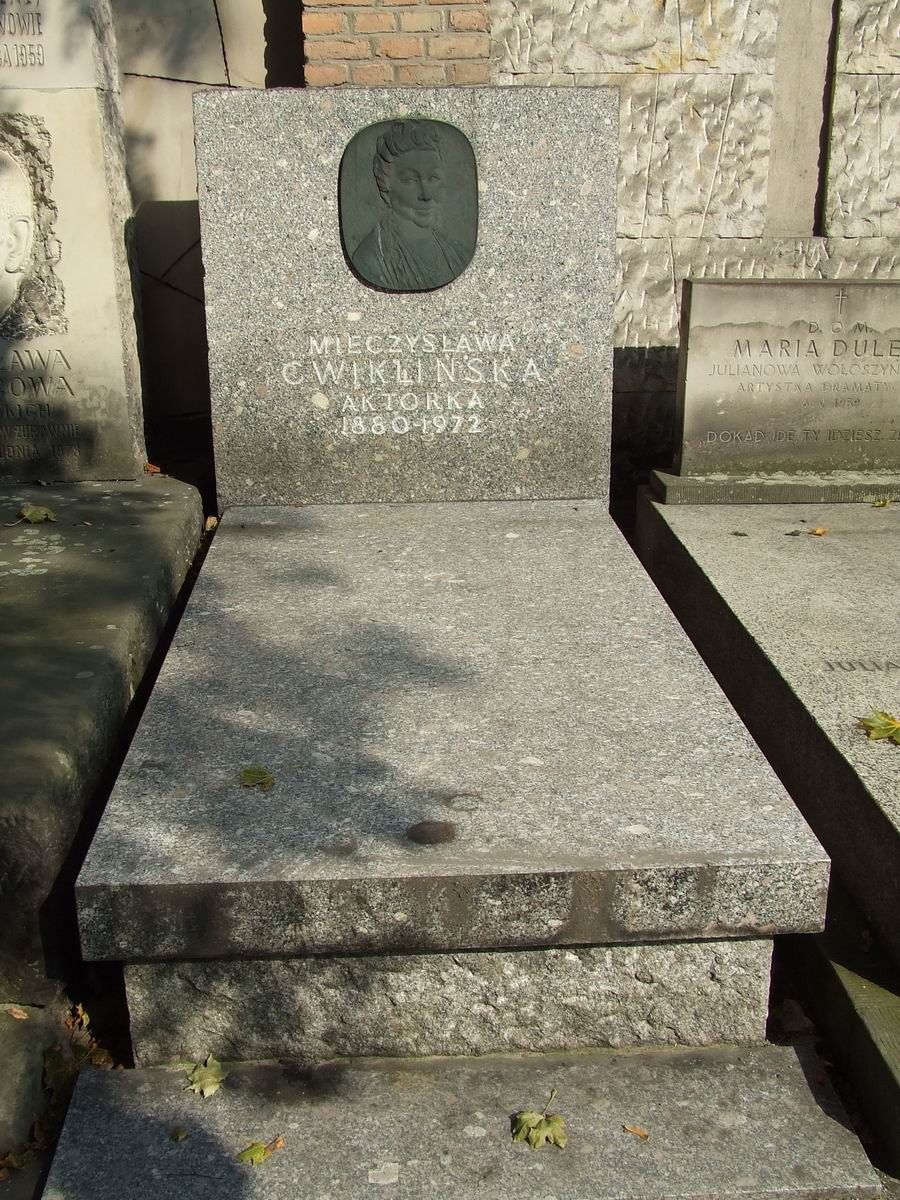
Die Grabstätte der Schauspielerin auf dem Warschauer Powązki-Friedhof

Mieczysława Ćwiklińska (eigentlich Mieczyslaw Trapszo; * 1. Januar 1879 in Lublin; † 28. Juli 1972 in Warschau) war eine polnische Schauspielerin.

## Leben
Mieczysława Ćwiklińska wurde 1879 (andere Quellen: 1880) in Lublin geboren, in einer Zeit, in der die Stadt zum Kaiserreich Russland gehörte. Ćwiklińska entstammte einer bekannten Theaterfamilie, ihre Eltern waren Marceli und Aleksandra Trapszo. Dies rieten ihr jedoch nicht zu einer Schauspielkarriere. Sie besuchte ein Internat in Posen und heiratete 1897 im Alter von 18 Jahren den Journalisten und Maler Zygmunt Bartkiewicz. Sie betrieb in Łódź kurz ein Modehaus, verließ ihren Mann nach zwei Jahren und zog dann in die polnische Hauptstadt, um auf den dortigen Bühnen Theater zu spielen. Hier bekam sie bei ihrem Werdegang Unterstützung von ihren Eltern. Bis 1907 spielte sie vorwiegend in Komödien und Farcen, anschließend studierte sie bis 1908 Gesang bei Professor Giuliani in Paris, da sie von Auftritten in Opern und Operetten träumte. In den Jahren von 1911 bis 1922 war sie als Operettenschauspielerin in Warschau, Dresden (Central-Theater) und Berlin (Komische Oper) tätig. Sie lebte zwischendurch erneut bis 1914 in Paris, um bei Jan Reszke Gesangsunterricht zu nehmen. Im Ersten Weltkrieg lebte sie im Ausland und sang bei Konzerten für polnische Kriegsopfer.
Nach Ende des Kriegs spielte Mieczysława Ćwiklińska in verschiedenen Warschauer Theatern, darunter das Mały-Theater, das Letni-Theater, das Neue Theater und das Nationaltheater. In der Zeit der deutschen Besatzung trat sie nicht auf, sondern gründete das Schauspielcafé „U Aktorek“, in dem sie auch kellnerte. Zwischen 1945 und 1949 spielte sie auf den Krakauer Bühnen, bevor sie 1950 wieder nach Warschau zurückkehrte. Ab 1960 war sie Ensemblemitglied am Polnischen Theater. Hier spielte sie die Großmutter in dem Stück The Trees Die Standing von Alejandro Casona, welche sie rund 1500 Mal verkörperte. In diese Zeit fiel auch eine Tournee durch die Vereinigten Staaten (April/Mai 1971), bei der Ćwiklińska bereits über 90 Jahre alt war.
Mieczysława Ćwiklińska gab ihr Filmdebüt erst im Alter von 54 Jahren und arbeitete in der nachfolgenden Zeit mit einigen der besten polnischen Regisseure zusammen, so Michał Waszyński, Henryk Szaro, Leonard Buczkowski und Aleksander Ford. In den beiden Filmen Czy Lucyna to dziewczyna? und Jadzia spielte sie an der Seite von Jadwiga Smosarska, einer der zu dieser Zeit populärsten Stars Polens. Ćwiklińska wurde ein Liebling beim Publikum, konnte aber auch Kritiker überzeugen, wodurch sie eine der wichtigen Schauspielerinnen des polnischen Vorkriegskinos wurde. Nach dem Zweiten Weltkrieg spielte sie nur noch in einem einzigen Film, Die Grenzstraße, mit. Ihr Schaffen umfasst 40 Filmproduktionen.
Mieczysława Ćwiklińska war insgesamt drei Mal verheiratet (1897, 1919, 1955) und geschieden, Kinder hatte sie keine. Sie starb 1972 im Alter von 93 Jahren in Warschau. Sie wurde auf dem Alten Powązki-Friedhof begraben, wo sie in der Allee der Verdienten liegt.

## Großmuttertag
Die Einführung des Großmuttertags in Polen ist mit Mieczysława Ćwiklińska verbunden. 1965 überreichte man der Schauspielerin bei ihrem Besuch in Posen eine Torte mit der Aufschrift „Für Großmutter“ in Anerkennung ihrer Rolle als Großmutter in dem Bühnenstück Drzewa umierają, stojąc. Ein Jahr später konnte man am 21. Januar zum „Großmuttertag“ Torten kaufen, die der Schauspielerin ähnlich sahen.

## Filmografie
- 1936: Amerykanska awantura
- 1936: Jadzia
- 1937: Dziewczeta z Nowolipek
- 1937: Pani minister tanczy
- 1937: Abenteuer in Warschau (Dyplomatyczna żona)
- 1947: Die Grenzstraße (Ulica Graniczna)